# Гюнтер Бернард
Гюнтер Бернард (нім. Günter Bernard, нар. 4 листопада 1939, Швайнфурт) — німецький футболіст, що грав на позиції воротаря за «Швайнфурт», «Вердер», а також національну збірну Німеччини.
Чемпіон Німеччини.

## Клубна кар'єра
У дорослому футболі дебютував 1958 року виступами за команду клубу «Швайнфурт» з рідного міста, в якій провів п'ять сезонів, взявши участь у 72 матчах чемпіонату. 
1963 року приєднався до лав «Вердер», за який відіграв 11 сезонів. Більшість часу, проведеного у складі «Вердера», був основним голкіпером команди. В сезоні 1964/65 виборов титул чемпіона Німеччини. Завершив професійну кар'єру футболіста виступами за команду «Вердер» у 1974 році.

## Виступи за збірну
1962 року дебютував в офіційних матчах у складі національної збірної Німеччини. Протягом кар'єри у національній команді, яка тривала 7 років, був резервним голкіпером і провів у формі головної команди країни лише 5 матчів.
У складі збірної був учасником чемпіонату світу 1966 року в Англії, де німці дійшли фіналу, в якому у додатковий час поступилися господарям турніру і здобули лише «срібло». Утім на мундіалі Бернард був лише одним з резервістів основного воротаря збірної Ганса Тільковскі і на поле не виходив.

## Титули і досягнення
- Чемпіон Німеччини (1):

«Вердер»: 1964-1965
- Віце-чемпіон світу: 1966